# 木庭宏
木庭 宏（きば ひろし、1942年-）は、ドイツ文学者、神戸大学名誉教授。専攻はドイツ文学、民族社会論。

## 略歴
大阪府生まれ。
1965年大阪外国語大学外国語学部（現：大阪大学外国語学部）を卒業（専攻はドイツ語）、1968年大阪市立大学大学院文学研究科修士課程修了。
久留米大学助手、神戸大学教養部講師、助教授、教授、1993年「ハイネとユダヤの問題 -実証主義的研究」で、文学博士（大阪市立大学）の学位を取得。2005年神戸大学を定年退官、名誉教授。

## 著書
- 『ハイネとユダヤの問題 実証主義的研究』松籟社 1981
- 『民族主義との闘い ハインリヒ・ハイネ『ドイツ・冬物語』研究』松籟社 1987
- 『ハイネとオルテガ』松籟社 1991
- 『ハイネの見た夢』日本放送出版協会 NHKブックス 1994
- 『神とたたかう者 ハインリヒ・ハイネにおけるユダヤ的なものをめぐって』松籟社 1995
- 『ハイネとベルネ ドイツ市民社会の門口で』松籟社 1996
- 『ハイネ 挑発するアポリア』松籟社 2001
- 『ハイネのおしゃべりな身体』松籟社 2004
- 『日曜日の蝶たち』松籟社 2005
- 『ハイネのことばの絨毯 物と動物の形象表現に関する研究』松籟社 2007
- 『蝶の生態 観察、撮影、そして思索』松籟社 2012

### 翻訳
- エーミール・シュタイガー『ゲーテ 上 1749-1786』桜沢正勝、三木正之ほか共訳 人文書院 1981、全3巻
- 『ハイネ散文作品集』全6巻 責任編集 森良文共訳 松籟社 1989－2008
- ハインリヒ・ハイネ『ルテーチア フランスの政治、芸術および国民生活についての報告』責任編集 宮野悦義、小林宣之共訳 松籟社 1999
- ヘルムート・G.ハージス『消せない烙印 ユート(ユダ公)・ジュースことヨーゼフ・ジュース・オッペンハイマーの生涯』松籟社 2006
- 『オルテガ 随想と翻訳』松籟社 2009、論考と訳

## 参考
- 『ハイネの見た夢』著者紹介
- J-GLOBAL